# Burg Berum
Die Burg Berum ist eine Wasserburg und liegt im gleichnamigen Ortsteil (Burgstraße 1) der ostfriesischen Gemeinde Hage im Landkreis Aurich in Niedersachsen. Sie zählt zu den bedeutendsten Stätten ostfriesischer Geschichte.

## Geschichte
Wann genau der Bau der Burg begann, ist unklar. Erste urkundliche Hinweise datieren die Häuptlingsburg auf das Jahr 1310. In diesem Jahr wird ein Mitglied der Familie Syrtza oder Sytzen, die ihren Stammsitz auf dem Vorläufer der heutigen Burg hat, als Häuptling für die Norderlande genannt. Wie lange diese Familie zu dem damaligen Zeitpunkt hier schon residierte, ist nicht überliefert. Ein Steinhaus wird erstmals 1408 urkundlich erwähnt. Vermutlich war es ein dreigeschossiges Turmhaus, wie das Steinhaus in Bunderhee. In diesem Jahr eroberte Keno II. tom Brok die Burg mit Unterstützung durch die Hansestadt Hamburg, ließ sie aber nicht zerstören.
Im 15. Jahrhundert erbten die Cirksena die Burg. Zunächst ließen sie an das bestehende Steinhaus ein weiteres in Form eines zweigeschossigen Langhauses anbauen. Graf Ulrich I. ließ 1443 die bestehende Burg zu einem Schloss mit dreiflügeliger Haupt- und Vorburg ausbauen und feierte hier am 1. Juni 1455 seine Hochzeit mit Theda, der Enkelin seines großen Rivalen Focko Ukena. Seither spielte sie eine bedeutende Rolle in der ostfriesischen Geschichte. 1475–1481 wurde Alf, der Sohn des Grafen Gerd von Oldenburg, nach einem Einfall in Ostfriesland auf Burg Berum festgesetzt.
Im Jahre 1591 wurde der Ausbau der Burg Berum durch Edzard II. zu einem prächtigen Wasserschloss im Renaissance-Stil mit dem Errichten der Turmspitze abgeschlossen. Nach seinem Tod fügte seine Witwe Katharina, die Tochter des schwedischen Königs Gustav Wasa, dem Schloss einige Erweiterungsbauten hinzu, unter anderem auch eine Kapelle. Fortan galt das Schloss als Witwensitz der Familie. Am 28. Januar 1600 schlossen Graf Enno III. und das Haus Rietberg auf der Burg den „Berumer Vergleich“, in dessen Folge das Harlingerland endgültig zu Ostfriesland kam. Am 16. April 1628 ereignete sich ein tragischer Zwischenfall auf der Burg: Der erst 26-jährige Graf Rudolf Christian kam durch einen Stich ins linke Auge, den er bei einem Streit von einem Leutnant des zu Berum in Quartier liegenden kaiserlichen Generals Gallas auf der Burg erhielt, um.
Unter Christine Charlotte, die als Grafen-Witwe von 1690 bis 1699 hier lebte, kam es in der zweiten Hälfte des 17. Jahrhunderts zu erneuten Umbaumaßnahmen, in deren Folge die Burg Berum zu einem der prächtigsten fürstlichen Schlösser wurde. Es wurde von der mächtigen Vorburg und einem doppelten Ringgraben geschützt. 
Am 25. April 1734 fand im Schloss die Hochzeit des Fürsten Carl Edzard mit Prinzessin Sophie Wilhelmine von Brandenburg-Bayreuth statt. Nach dem Tod Carl Edzards fiel die Burg im Jahre 1744 an in den Besitz des preußischen Königs Friedrich II. Dieser hatte keine Verwendung mehr für den Witwensitz. So verfiel das vierflügelige Schloss mit schwerem, rechteckigem Turm an der Nordwestecke immer mehr. Der Großteil wurde 1764 abgebrochen und das kostbare Inventar versteigert. Erhalten blieben die Vorburg, ein lang gestreckter, an die Wehrmauer gebauter Backsteinbau mit ehemaligem Torturm und die barocke Tordurchfahrt. Dieses Portal wird von zwei Säulen flankiert, im Dreiecksgiebel ist das württembergische Wappen der Fürstin Christine Charlotte zu sehen. Wall und Außengraben sind noch vorhanden und im Süden befinden sich Reste des Barockgartens von 1712. Die Vorburg diente nach dem Abbruch des Schlosses als Sitz des Amtes Berum. 
Bis zum Jahr 1932 blieb die Burg Verwaltungssitz. Anschließend kaufte die Familie zu Inn- und Knyphausen das Anwesen als Alterswohnsitz der Fürstin. Nach ihrem Tod stand das Anwesen erneut zum Verkauf. 1970 erwarb die ursprünglich aus der Lausitz stammenden Familie von Oppeln-Bronikowski die Burg und bewohnt diese bis heute. Ein Teil der Anlage dient als Gästehaus, in dem im Sommer 2006 der Bundespräsident Horst Köhler seinen Sommerurlaub verbrachte.

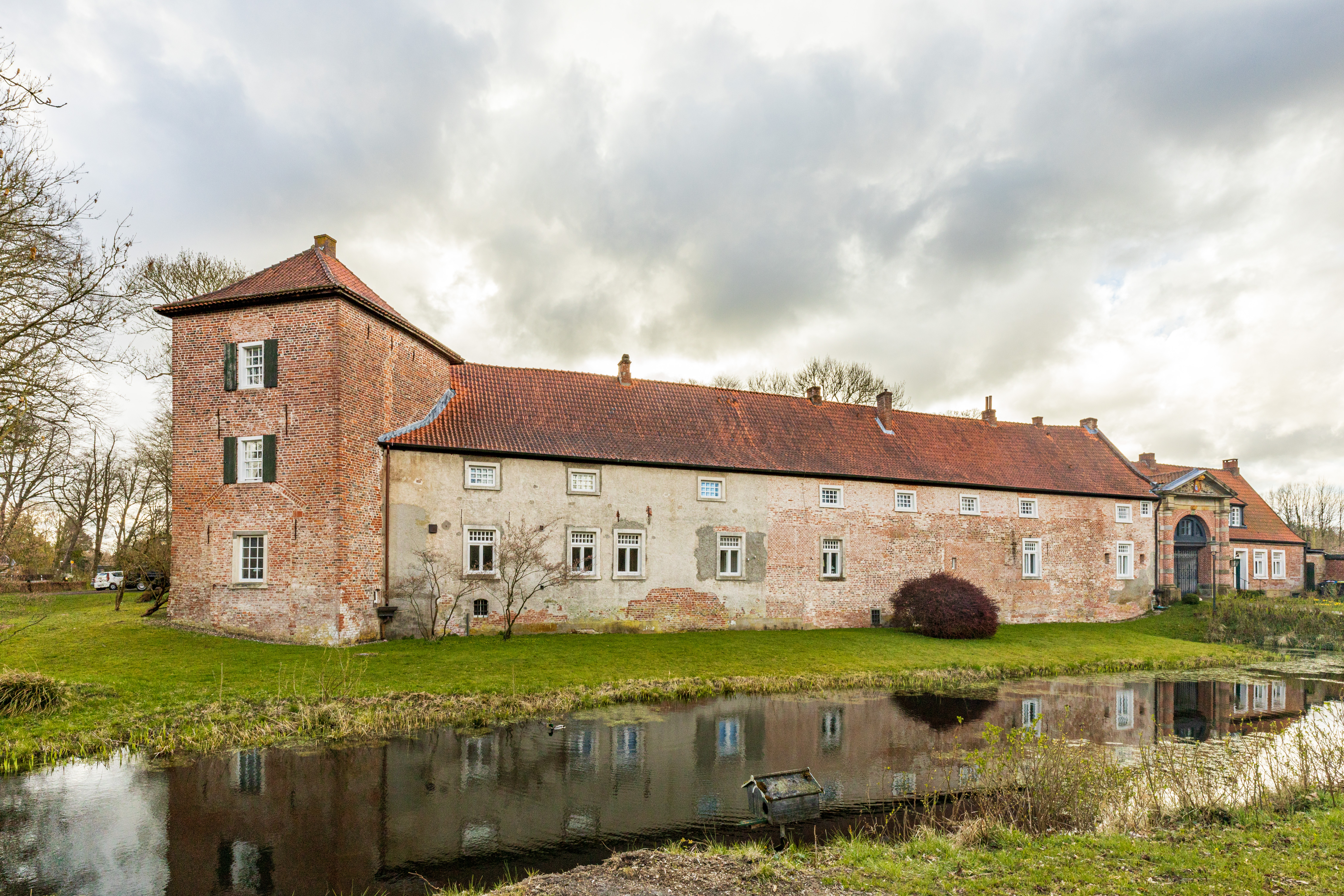
Burg Berum
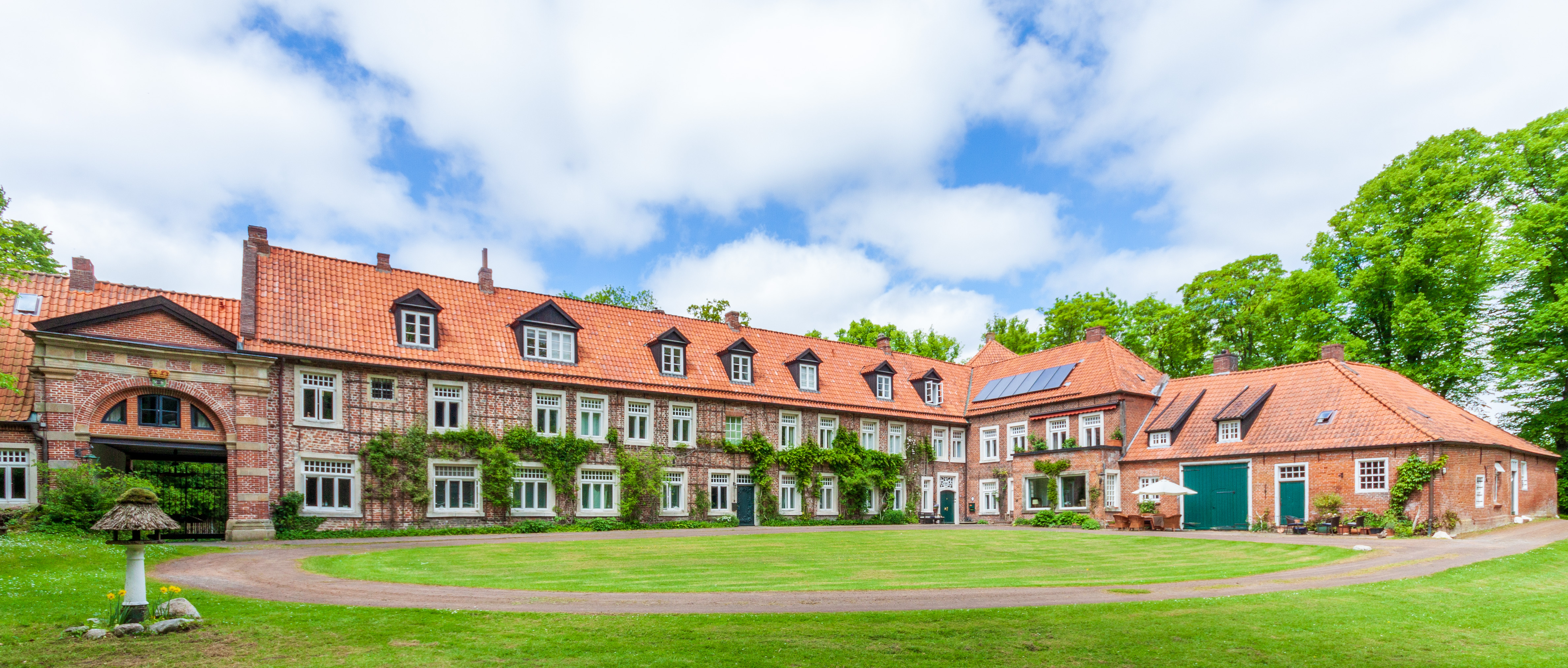
Innenhof der Burg Berum
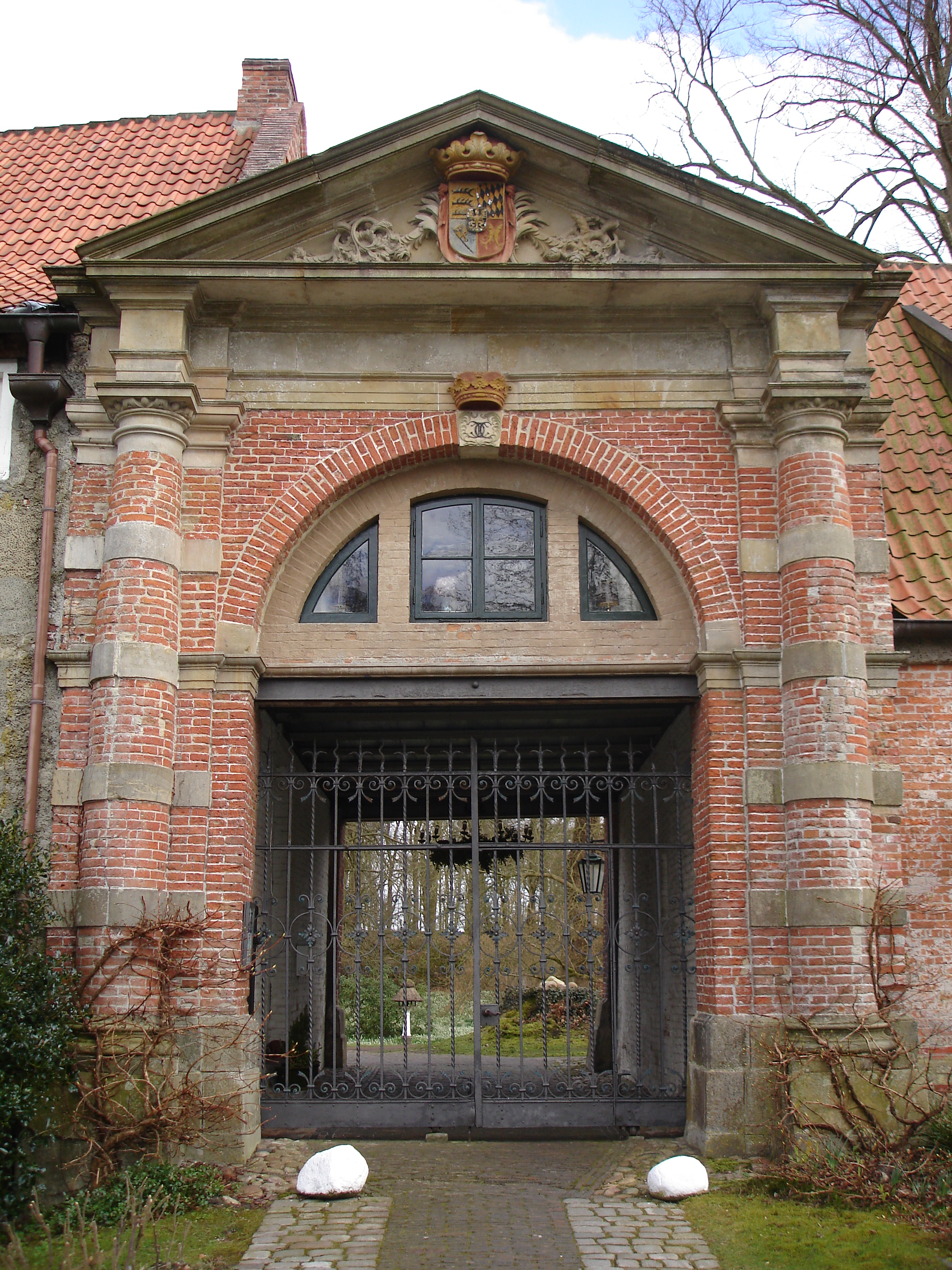
Barocke Tordurchfahrt